# ویلم یکم، شاهزاده اورانژ
ویلِم یکم اورانژ (هلندی: Willem van Oranje، تلفظ هلندی:ویلِم فُن اُرانْیِه)، شاهزادهٔ اورانژ، معروف به ویلِم خاموش (هلندی: Willem de Zwijger، تلفظ هلندی:ویلِم دِ زْویخِر) (۲۴ آوریل ۱۵۳۳-۱۰ ژوئیه ۱۵۸۴) رهبر شورشیان هلندی در جنگ هشتادساله علیه سلطهٔ اسپانیا بود. وی نخستین فرمانروای هلند بود.

## زندگی
ویلِم با تلاش فراوان استقلال وطنش هلند را تأمین کرد و آن را از زیر سلطهٔ طولانی اسپانیا خارج ساخته و حکومت جمهوری متحد هفت ایالتی هلند را پایه‌گذاری کرد، او همچنین حاضر نشد با فلیپه دوم، پادشاه اسپانیا که توانمندترین فرمانروای آن عصر و دشمن پروتستانها بود، سازش کند.
ویلِم خاموش در ۱۵۸۴ در دلفت هلند با اصابت گلوله کشته شد.
نقشه این قتل را فیلیپ دوم طرح کرده بود که به دست بالتازار گرارد انجام گرفت.
هنوز جای یکی از گلوله‌ها در دیوار ساختمان دیده می‌شود و مردم به تماشای آن می‌روند.
هلندی‌ها از ویلیام خاموش به عنوان «پدر هلند» یاد می‌کنند. سرود ملی هلند، ویلهلموس (Wilhelmus)، دربارهٔ وی است.

## نگارخانه

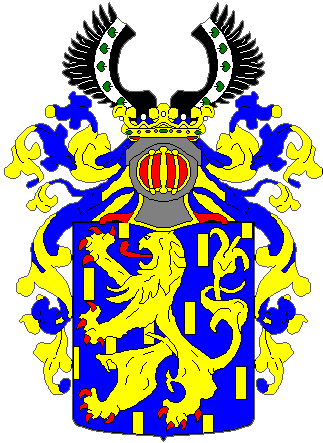